# Lineare diophantische Gleichung
Eine lineare diophantische Gleichung (benannt nach dem griechischen Mathematiker Diophantos von Alexandria, vermutlich um 250 n. Chr.) ist eine Gleichung der Form {\displaystyle a_{1}x_{1}+a_{2}x_{2}+\dots +a_{n}x_{n}+c=0} mit ganzzahligen Koeffizienten {\displaystyle a_{1},...,a_{n}} und {\displaystyle c}, für die nur ganzzahlige Lösungen gesucht werden. Linear bedeutet, dass die Variablen {\displaystyle x_{1},...,x_{n}} nicht in Potenzen auftreten (im Gegensatz zur allgemeinen diophantischen Gleichung).

## Auflösung von Gleichungen mit zwei Variablen
Die lineare diophantische Gleichung
{\displaystyle ax+by=c\qquad (*)}
mit vorgegebenen ganzen Zahlen {\displaystyle a,b,c} hat nach dem Lemma von Bézout genau dann ganzzahlige Lösungen in {\displaystyle x} und {\displaystyle y}, wenn {\displaystyle c} durch den größten gemeinsamen Teiler ({\displaystyle g}) von {\displaystyle a} und {\displaystyle b} teilbar ist. D.h. die linke Seite ist durch {\displaystyle g} teilbar, also muss auch {\displaystyle c} durch {\displaystyle g} teilbar sein. Wir nehmen dies im Folgenden an.
Wie bei jeder linearen Gleichung ist die Differenz zweier Lösungen eine Lösung der zugehörigen homogenen Gleichung
{\displaystyle ax+by=0.\,}
Sucht man also eine Lösung der ursprünglichen, inhomogenen Gleichung {\displaystyle (*)}, man spricht dann von einer „Partikularlösung“, so erhält man durch Superposition mit den Lösungen der homogenen Gleichung sämtliche anderen Lösungen der inhomogenen Gleichung {\displaystyle (*)}.
Geometrisch interpretiert sind {\displaystyle P:=(x,y)} Gitterpunkte mit ganzzahligen Koordinaten in der Euklidischen Ebene, die auf der durch {\displaystyle (*)} definierten Geraden liegen.

### Lösungen der homogenen Gleichung
Schreibt man {\displaystyle a=ga'} und {\displaystyle b=gb'} mit {\displaystyle g=\operatorname {ggT} (a,b)}, so ist die homogene Gleichung äquivalent zu
{\displaystyle a'x=-b'y,}
und da {\displaystyle a'} und {\displaystyle b'} teilerfremd sind, ist {\displaystyle x} durch {\displaystyle b'}, und {\displaystyle y} durch {\displaystyle a'} teilbar. Sämtliche Lösungen der homogenen Gleichung sind also durch
{\displaystyle x=tb',\quad y=-ta'}
für eine beliebige ganze Zahl {\displaystyle t} gegeben.

### Auffinden einer Partikularlösung
Mithilfe des erweiterten euklidischen Algorithmus kann man Zahlen {\displaystyle u,v} bestimmen, so dass
{\displaystyle au+bv=g} mit {\displaystyle g=\operatorname {ggT} (a,b)}
gilt. Setzt man {\displaystyle s=c/g,} so ist
{\displaystyle x_{0}=su,\quad y_{0}=sv}
eine Lösung der Gleichung {\displaystyle (*)}.

### Gesamtheit der Lösungen
Die Gesamtheit der Lösungen von {\displaystyle (*)} ist gegeben durch
{\displaystyle x=x_{0}+tb',\quad y=y_{0}-ta'}
für beliebige ganze Zahlen {\displaystyle t}.

### Explizite Lösung mittels Satz von Euler
Der Satz von Euler lautet
Aus {\displaystyle \mathrm {ggT} (a,b)=1} folgt {\displaystyle a^{\varphi (b)}\equiv 1{\pmod {b}}}.
Darin ist {\displaystyle \varphi (b)} die Eulersche Phi-Funktion, d. h. die Anzahl der zu {\displaystyle b} teilerfremden Restklassen.
Wir nehmen zur Vereinfachung an, dass der {\displaystyle \mathrm {ggT} } bereits herausdividiert ist und deshalb {\displaystyle \mathrm {ggT} (a,b)=1} gilt.
Dann betrachtet man die Gleichung {\displaystyle (*)} modulo {\displaystyle b}, was {\displaystyle ax\equiv c{\pmod {b}}} ergibt. Der Satz von Euler liefert dann eine explizite Lösung {\displaystyle x}, nämlich
{\displaystyle x\equiv ca^{\varphi (b)-1}{\pmod {b}}},
d. h. alle Zahlen der Form {\displaystyle x=ca^{\varphi (b)-1}+tb}.
Eingesetzt in die Ausgangsgleichung ergibt das
{\displaystyle y=c{\frac {1-a^{\varphi (b)}}{b}}-ta},
was nach dem Satz von Euler ebenfalls eine ganze Zahl ist.

## Berechnungsbeispiel
Die Gleichung
{\displaystyle 6x+10y=100}
soll gelöst werden.

### Partikularlösung
Bei einfachen Zahlenbeispielen wie diesem lässt sich eine Partikularlösung leicht ablesen oder erraten, hier zum Beispiel {\displaystyle (x,y)=(0,10)}.
Der erweiterte euklidische Algorithmus liefert für die gegebene Gleichung
{\displaystyle {\begin{matrix}10&=&1\cdot 6&+&4\\6&=&1\cdot 4&+&2&\qquad {\mbox{(2 ist der ggT von 6 und 10)}}\\4&=&2\cdot 2&+&0\\\end{matrix}}}
Es folgt {\displaystyle 2=6-4=6-(10-6)=2\cdot 6+(-1)\cdot 10}.
Durch Multiplikation mit {\displaystyle 100/2=50} ergibt sich:
{\displaystyle 100=100\cdot 6+(-50)\cdot 10,}
also die Partikularlösung {\displaystyle (x,y)=(100,-50).}

### Lösungen der homogenen Gleichung
Es ist {\displaystyle a=6,b=10,g=2}, also {\displaystyle a'=3,b'=5}. Die homogene Gleichung
{\displaystyle 6x+10y=0}
hat also die Lösungen {\displaystyle (x,y)=(5t,-3t)} für ganze Zahlen {\displaystyle t.}

### Gesamtheit der Lösungen
Alle Lösungen ergeben sich also als
{\displaystyle (x,y)=(100+5t,-50-3t),}
beispielsweise sind die Lösungen mit nichtnegativen {\displaystyle x} und {\displaystyle y}
{\displaystyle {\begin{matrix}t=-20:&(0,10)\\t=-19:&(5,7)\ \ \\t=-18:&(10,4)\\t=-17:&(15,1)\end{matrix}}}

### Explizite Lösung mittels Satz von Euler
Nach Division durch den {\displaystyle \mathrm {ggT} =2} erhält man {\displaystyle a=3,b=5,c=50}. Mit  {\displaystyle \varphi (5)=4} ergibt sich folglich
{\displaystyle x=50\cdot 3^{3}+5t=1350+5t}  und
{\displaystyle y=50{\frac {1-3^{4}}{5}}-3t=-800-3t}.